# Eduard Friedrich Poeppig
Eduard Friedrich Poeppig (ursprungligen Pöppig), född den 16 juli 1798 i Plauen, död den 4 september 1868 i Wahren vid Leipzig), var en tysk forskningsresande. 
Poeppig promoverades 1822 till medicine doktor i Leipzig, tillbragte två år på Kuba, reste därnäst i Förenta staterna och anlände 1827 från Baltimore till Valparaiso, genom Magalhães sund. Under fem års tid samlade han växter och djur i Chile och Peru, på Anderna och i det inre landets urskogar, samtidigt anställande iakttagelser över geologiska och meteorologiska såväl som politiska förhållanden. Återkommen med rika samlingar till Europa 1832, utnämndes han 1833 till extra ordinarie och 1845 till ordinarie professor i zoologi vid Leipzigs universitet samt fick vården om dess zoologiska museum, vilket han högst betydligt utvidgade. Poeppigs främsta arbete är Reise in Chile, Peru und auf dem Amazonenstrome (2 band, 1835–1836).
Auktorsnamnet Poepp. kan användas för Eduard Friedrich Poeppig i samband med ett vetenskapligt namn inom botaniken; se Wikipediaartiklar som länkar till auktorsnamnet.